# チッペンデールズ

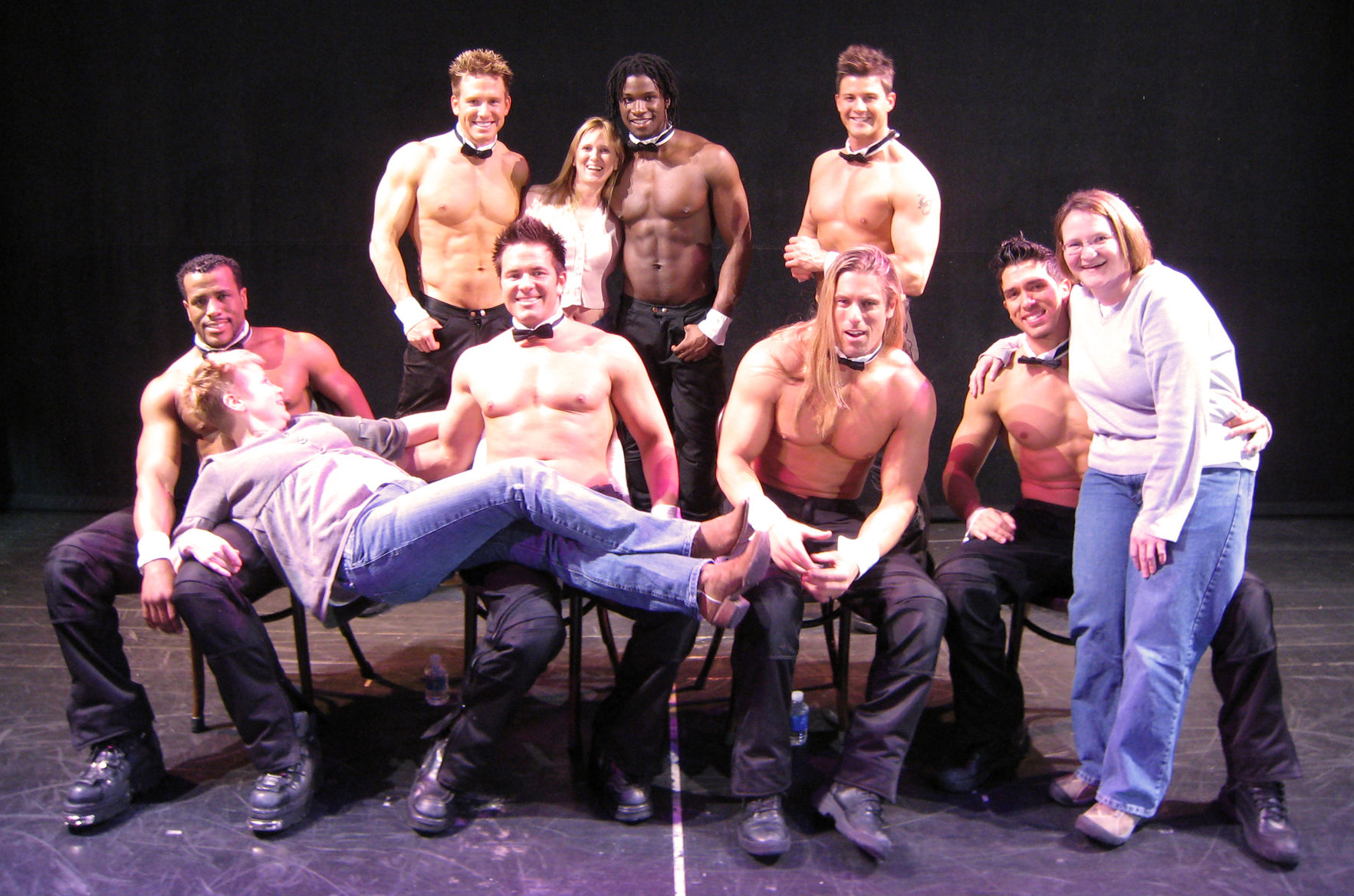
2008年

チッペンデールズ (Chippendales) は、アメリカ合衆国の男性ストリップ集団である。ラスベガスなどで活動を展開しており、ワールド・ツアーも行われている。

## 歴史
1979年に創業された。第1号店をラスベガスにオープンした。その後、ニューヨーク、ロンドン、ハンブルクなどに出店している。

## 関連文献
- “Chippendales Jaymes and James on life on the Las Vegas strip”. CBS News (2012年11月16日). 2016年9月5日閲覧。
- “Chippendales brings beefcake to Toronto”. Toronto Sun (2016年8月18日). 2016年9月5日閲覧。